# Va tutto bene (I ratti della Sabina)
Va tutto bene è il sesto album de I ratti della Sabina, il quinto in studio. L'album è prodotto dalla On the Road ed è stato pubblicato l'8 maggio 2009.
Per la prima volta, oltre i soliti Roberto Billi e Stefano Fiori, anche altri elementi del gruppo scrivono alcuni testi e musiche. Le tracce dichiarate sono 11, ma al termine del disco vi è una serie di tracce vuote di durata variabile (compresa tra 1 e 4 minuti) delle quali solo la 17ª contiene musica. Quindi complessivamente le tracce del disco sono 12 (più 7 tracce bianche).

## Tracce
1. Eccomi qua – 4:24 (Roberto Billi)
2. Un po' di Sole – 3:14 (Stefano Fiori)
3. Qualcosa d'interessante – 4:04 (Roberto Billi)
4. Quante volte – 3:52 (testo: Paolo Masci e Stefano Fiori – musica: Paolo Masci, Carlo Ferretti e Valerio Manelfi)
5. La banda – 3:56 (Roberto Billi)
6. Sette stelle – 3:39 (Stefano Fiori)
7. Piccolo Principe – 4:08 (testo: Alessandro Monzi – musica: Roberto Billi)
8. Sarà per questo – 3:42 (Stefano Fiori)
9. Una strana logica – 3:56 (Roberto Billi)
10. Oggi io – 4:05 (testo: Paolo Masci – musica: Paolo Masci, Carlo Ferretti e Valerio Manelfi)
11. Tra la Luna e la tua schiena – 4:07 (Stefano Fiori)
12. Luna – 2:27 (Roberto Billi e Stefano Fiori)